# Площадь Юности (Зеленоград)
Площадь Юности — площадь в Зеленограде на пересечении Центрального проспекта и Улицы Юности.

## Происхождение названия
Площадь Юности является первой площадью Зеленограда. Она была образована в 1972 году вместе с улицей Юности. Название улицы и площади, предположительно связано с тем, что среди первых жителей было много молодёжи.

## Примечательные здания и сооружения
- № 1 — здание бывшего кинотеатра «Электрон» (1965, архитекторы Ю. П. Гнедовский, Ю. А. Дмитриев, Р. Б. Мелкумян)[2]
- № 2 — здание общественного и культурного центра. Авторы проекта — архитекторы Д. Лисичкин, А. Климочкин, Б. Оськин, инженеры Б. Зархи, А. Королёв, И. Шипетин[3].

## Благоустройство
В 2019 году рядом с площадью прошли масштабные работы по благоустройству в рамках программы создания комфортной городской среды «Мой район». Возле домов 3, 4 и 5 провели ремонт детских площадок и теннисного корта. Рядом, на территории от площади Юности до корпуса 153, появилась пешеходная зона. Здесь обустроили дорожно-тропиночную сеть, появились зоны тихого отдыха с парковыми диванами, лавочками и урнами, а также провели современное освещение. Для детей оборудовали две площадки с игровыми комплексами. Обустроили две спортивные площадки: для занятий футболом, волейболом и баскетболом. Рядом обустроили рокарий с кованым мостиком.